# Olivier Lenglet
Olivier Lenglet (San Quintino, 20 febbraio 1960) è un ex schermidore francese, vincitore di una medaglia d'oro ed una d'argento nella scherma ai giochi olimpici e di 2 Coppe del Mondo di scherma.

## Palmarès
In carriera ha conseguito i seguenti risultati:
- Giochi olimpici

Los Angeles 1984: argento nella spada a squadre.
Seoul 1988: oro nella spada a squadre.
- Mondiali di scherma

Roma 1982: oro nella spada a squadre.
Vienna 1983: oro nella spada a squadre.
Sofia 1986: bronzo nella spada individuale.
Losanna 1987: bronzo nella spada squadre.
Lione 1990: argento nella spada a squadre.
Budapest 1991: argento nella spada a squadre.
- Giochi del Mediterraneo

Atene 1991: argento nella spada individuale.